# Оломоуцки крај
Оломоуцки крај (чеш. Olomoucký kraj) је један од 13 чешких крајева, највиших подручних управних јединица у Чешкој Републици. Управно седиште краја је град Оломоуц, а други већи градови на подручју овог краја су Преров, Простјејов и Шумперк.
Површина краја је 5.159 км², а по попису становништва из 2011. године Оломоуцки крај има 639.946 становника.

## Положај
Моравско-Шлески крај је смештен у источном делу Чешке и погранични је на истоку.
Са других страна њега окружују:
- ка северу: Пољска
- ка истоку: Моравско-Шлески крај
- ка југу: Злински крај
- ка југозападу: Јужноморавски крај
- ка западу: Пардубички крај

## Природни услови
Моравско-Шлески крај већим делом припада историјској покрајини Моравској, док мањим историјској покрајини Шлеској.

## Историја
Овај крај је данас самоуправна јединица Чешке Републике вишег нивоа, и као такав настао је 2000. г.
Оломоуц и се у прошлости такмичио са Брном за водећи положај у Моравској. Већ за време династије Пшемисловаца Моравска је била подељена на оломоуцки, брнски и знојмски део. Комунистичком реформом из 1948. године, која је ступила на снагу 1. јануар 1949. године, престала је да важи подела Чехословачке на (историјске) земље и настао је првобитни Оломоуцки крај, који је био знатно већи од садашњег. 1. јула 1960. године је следећом реформом, овај крај опет подељен између Северноморавског, Јужноморавског и Источночешког краја, који као јединице управне поделе државе постоје до данас. Најновијим реформама из 2000-те, на деловима подручја Северноморавског и Јужноморавског краја настао је самоуправни Оломоуцки крај.

## Становништво
По последњем званичном попису из 2011. године Оломоуцки крај има 639.946 становника од којих се 369.342 становника изјаснило као Чеси и 76.887 као Моравци, док се 160.935 становника по питању националности није изјаснило.

## Подела на округе и важни градови

### Окрузи
Оломоуцки крај се дели на 5 округа (чеш. Okres):
1. Округ Јесењик - седиште Јесењик,
2. Округ Оломоуц - седиште Оломоуц,
3. Округ Преров - седиште Преров,
4. Округ Простјејов - седиште Простјејов,
5. Округ Шумперк - седиште Шумперк.

### Градови
Већи градови на подручју краја су:
- Оломоуц - 100.000 становника
- Преров - 47.000 становника
- Простјејов - 45.000 становника
- Шумперк - 29.000 становника
- Храњице - 20.000 становника
- Штернберк - 14.000 становника
- Забрех - 14.000 становника
- Јесењик - 12.000 становника
- Уничов - 12.000 становника

## Привреда
Највише становника Оломоуцког краја ради у индустрији (прерађивачко-машинска, металопрерађивачка, електрични и оптички уређаји). Пољопривредне површине су велике, али и поред тога се број запослених у пољопривреди стално смањује.
Оломоуцки крај има добре пословно-политичко-културне односе са Војводином.

### Саобраћај
Са запада на исток преко овог региона пролази главна чешка железничка магистрала из Прага, преко градова Пардубице, Забрех, Оломоуц, Преров, Хранице и даље у правцу Остраве и у Словачку или Пољску.
Путна магистрала се простире правцем југозапад-североисток и то је главни пут између Беча и Варшаве. Југозападно од Оломоуца постоји ауто-пут, који га спаја са Брном, али наставак на северозапад, према Острави још увек није готов.
У крају постоји Интегрисани транспортни систем: Интегрисани транспортни систем Оломоуцког краја - ИДСОК.

## Наука и образовање
У Оломоуцу је седиште Универзитет Палацког, који је основан давне 1576. године. Данас овај Универзитет има седам факултета.
- Ћирилометодијски теолошки факултет
- Медицински факултет[мртва веза]
- Филозофски факултет
- Природњачки факултет
- Педагошки факултет
- Факултет физичке културе
- Правни факултет

Универзитет Палацког није једина високошколска установа са седиштем у Оломоуцу. Овде је основана и Моравска висока школа која има седиште у згради Крајског центра Оломоуц.